# Eustachy Serafinowicz
Eustachy Serafinowicz (ur. 29 marca 1882 w Grodnie, zm. ?) – podpułkownik piechoty Wojska Polskiego, kawaler Orderu Virtuti Militari.

## Życiorys
Urodził się 29 marca 1882 w Grodnie, ówczesnej stolicy guberni grodzieńskiej, w rodzinie Franciszka i Pauliny z Matyszkiewiczów.
21 stycznia 1901 wstąpił do armii rosyjskiej na prawach wolontariusza (ros. Вольноопределяющийся). 1 września 1902, po zdaniu egzaminu konkursowego, został przyjęty do Kazańskiej Szkoły Junkrów Piechoty. 22 sierpnia 1905, po ukończeniu szkoły z wynikiem celującym, został mianowany podporucznikiem ze starszeństwem z 9 sierpnia 1904 i wcielony do 2 Kaukaskiego batalionu strzelców w Tyflisie na stanowisko młodszego oficera kompanii.
3 maja 1922 został zweryfikowany w stopniu podpułkownika ze starszeństwem od 1 czerwca 1919 i 190. lokatą w korpusie oficerów piechoty. 10 lipca tego roku został zatwierdzony na stanowisku zastępcy dowódcy 3 pułku piechoty Legionów w Jarosławiu z równoczesnym przeniesieniem z 65 pp. We wrześniu 1924 został odkomenderowany do Powiatowej Komendy Uzupełnień Starogard na okres czterech miesięcy, w celu odbycia praktyki poborowej. Później został przeniesiony służbowo do tej komendy, a 1 lipca 1925 przydzielony do PKU Brześć na stanowisko komendanta. W grudniu 1926 został przydzielony do PKU Szamotuły na takie samo stanowisko. 22 grudnia 1928 został służbowo przeniesiony do Dowództwa Okręgu Korpusu Nr IV w Łodzi na stanowisko inspektora poborowego. Z dniem 30 kwietnia 1930 został przeniesiony w stan spoczynku. Mieszkał w Łodzi przy ul. Moniuszki 2 m. 22. Działał społecznie w Polskim Czerwonym Krzyżu. W 1934, jako oficer stanu spoczynku pozostawał w ewidencji Powiatowej Komendy Uzupełnień Łódź Miasto II. Posiadał przydział do Oficerskiej Kadry Okręgowej Nr IV. Był wówczas „przewidziany do użycia w czasie wojny”.
Był żonaty, miał syna Leona (ur. 31 grudnia 1908) i sprawował opiekę nad pasierbem Witoldem (ur. 18 lipca 1911). Eustachy był katolikiem, natomiast jego żona, urodzona w guberni tyfliskiej, była prawosławną.

## Ordery i odznaczenia
- Krzyż Srebrny Orderu Wojskowego Virtuti Militari nr 2436 – 19 lutego 1921[18][4][19][20]
- Złoty Krzyż Zasługi[16]
- Medal Pamiątkowy za Wojnę 1918–1921[16]
- Medal Dziesięciolecia Odzyskanej Niepodległości[16]